# Championnats d'Asie de BMX 2013
Navigation
Édition précédente Édition suivante
Les championnats d'Asie de BMX 2013 ont lieu du 17 au 19 mai 2013 à Singapour.

## Podiums
| Épreuves            | Or            | Argent          | Bronze             |
| ------------------- | ------------- | --------------- | ------------------ |
| Épreuves masculines |               |                 |                    |
| Élite hommes        | Daniel Caluag | Jukia Yoshimura | Tatsumi Matsushita |
| Junior hommes       | Kohei Yoshii  | Tatsuya Saeki   | Younghoi Koo       |
| Épreuve féminine    |               |                 |                    |
| Élite femmes        | Ma Liyun      | Yan Lu          | Siyangzi Wang      |
| Junior femmes       | Haruka Seko   | Ayaka Asahina   | Yuri Yamanomoto    |